# Utricularia inflata
Utricularia inflata este o specie de plante carnivore din genul Utricularia, familia Lentibulariaceae, ordinul Lamiales, descrisă de Thomas Walter. Conform Catalogue of Life specia Utricularia inflata nu are subspecii cunoscute.

## Galerie

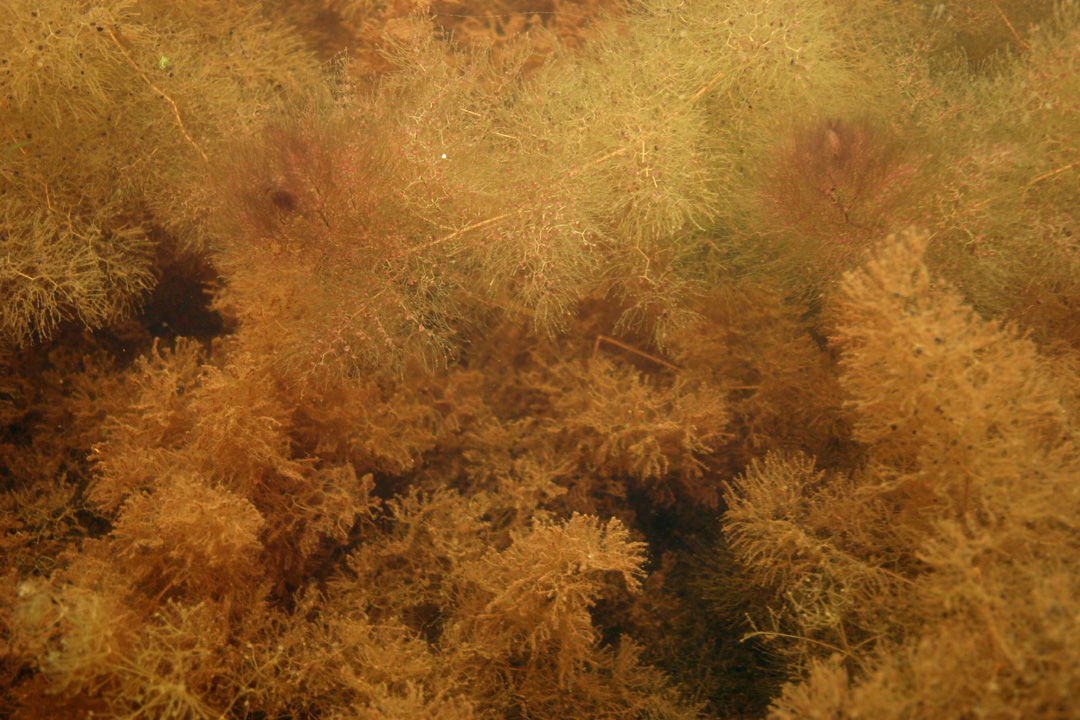
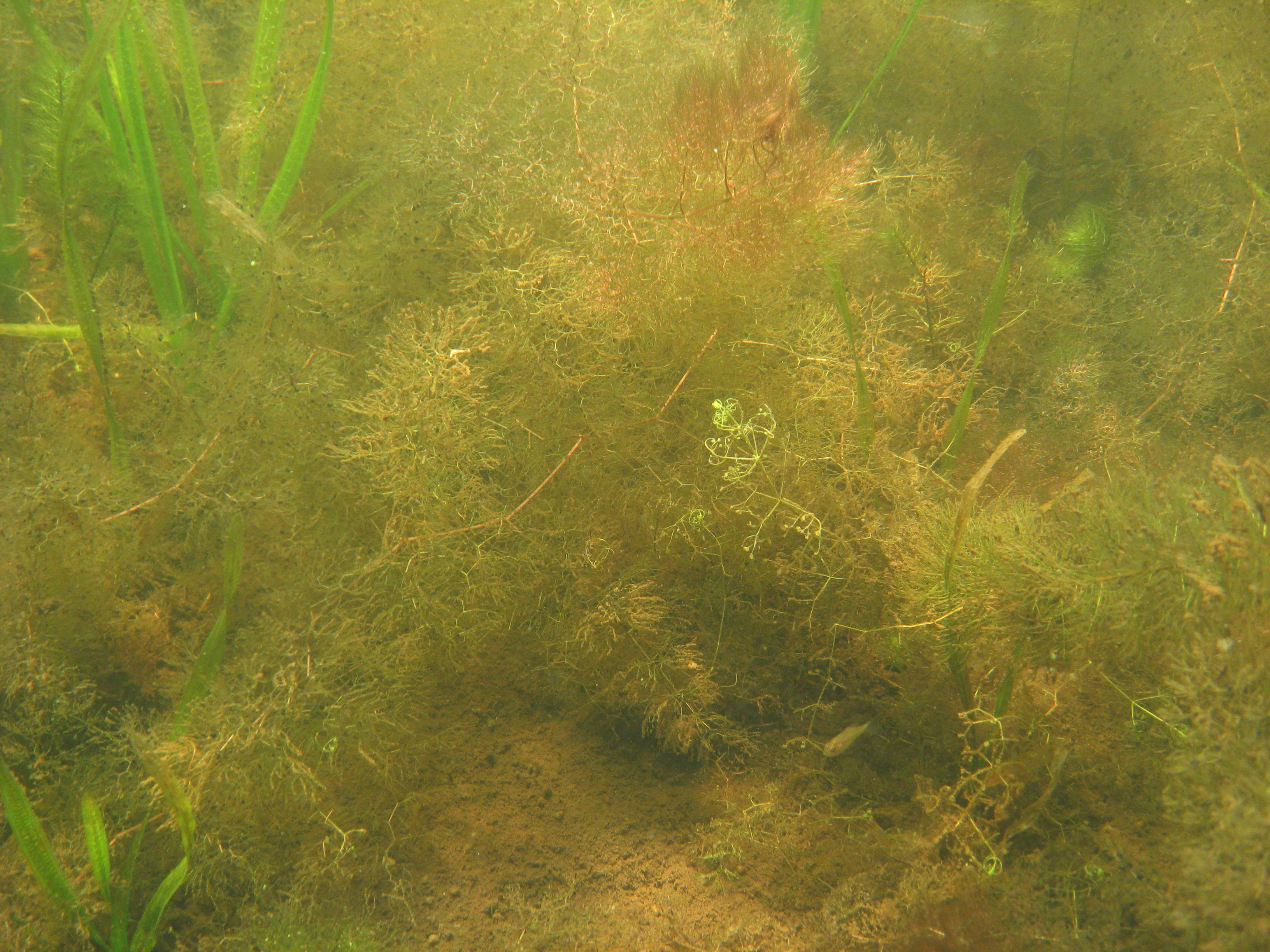